# Du Galo, dame Yan, dame Vére !

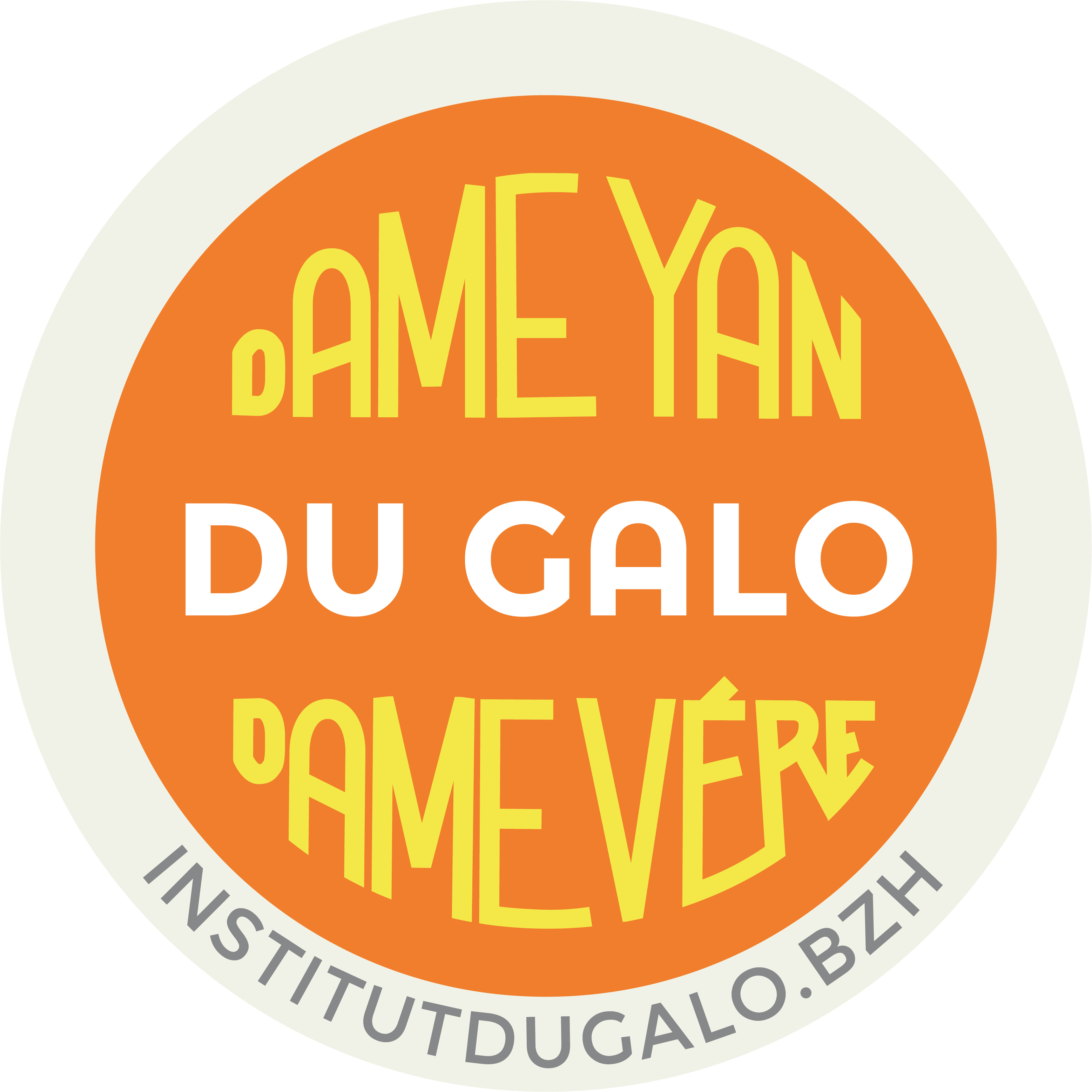
La Charte "du Galo, dame Yan, dame Vére !" est un dispositif porté par l'Institut du Galo qui permet à tout type de structure d'inclure la langue gallèse dans son quotidien

"du Galo, dame Yan, dame Vére !" (en français : du Gallo, Oui bien sûr !, en breton : Gallaoueg, evel just !) est une opération qui a pour but le développement de la langue gallèse (le gallo) par son usage et sa visibilité dans la vie quotidienne des habitants de la Bretagne historique. L'opération est coordonnée par l'Institut de la langue gallèse. Elle s'adresse principalement aux communes et aux collectivités territoriales, ainsi qu'aux associations et aux entreprises. Elle vise la mise en œuvre d'actions en faveur du gallo, ainsi que la valorisation des initiatives déjà prises.
Cette démarche s'inspire de ce qui existe pour d'autres langues minorisées en France[source secondaire souhaitée].

## Historique
La première présentation publique de l'opération "du Galo, dame Yan, dame Vére !" eut lieu à Rennes le 25 février 2015.
Le lancement officiel (avec les premières signatures de conventions) a eu lieu au Conseil régional de Bretagne le 2 avril 2015 en présence du président de la Région Pierrick Massiot. Depuis 2017, le dispositif est porté et animé par l'Institut du Galo.

## La Charte "du Galo, dame Yan, dame Vére!"
La Charte (en gallo « la Chârte ») "du Galo, dam Yan, dam Vèr !" est un moyen pour les communes et les collectivités territoriales de développer l'emploi du gallo dans la vie publique. Trois niveaux de certification sont proposés impliquant la mise en œuvre de différents engagements.
Entre 2015 et 2019, la Charte a été déclinée en Label (en gallo « labeletiqhète ») "du Galo, dam Yan, dam Vèr !". Il était destiné aux associations et entreprises souhaitant insérer le gallo dans leurs activités et montrer leur implication en faveur de la langue gallèse. Trois niveaux de labellisation étaient également proposés :
- Niveau 1 - Le galo nous haite / On aime le gallo : les organismes labellisés s'engagent à une présence minimale du gallo dans leur activité et / ou dans leur communication.
- Niveau 2 - Nen caoze galo / On parle gallo : les organismes labellisés s'engagent sur la possibilité de services au public en gallo. Au moins une personne au service du public a la maîtrise de la langue.
- Niveau 3 - Nen travâille en galo / On travaille en gallo : les organismes labellisés s'engagent sur l'utilisation du gallo comme langue (ou comme une des langues) de travail ou de communication.

En 2019, la Charte a été revisitée et a connu quelques changements. Le principal changement est la réunification de la Charte et du Label "du Galo, dam Yan, dam Vèr !" sous la seule appellation de Charte "du Galo, dam Yan, dam Vèr !". Cette charte s'adresse désormais aussi bien aux collectivités, qu'aux associations et entreprises souhaitant développer l'usage de la langue gallèse dans l'espace public et dans leurs activités. Elle reprend les trois niveaux d'engagement ci-dessus.
Depuis 2022, son orthographe a été revue pour correspondre davantage à la graphie ABCD et la Charte s'écrit désormais Charte "du Galo, dame Yan, dame Vére !".

### Communes signataires

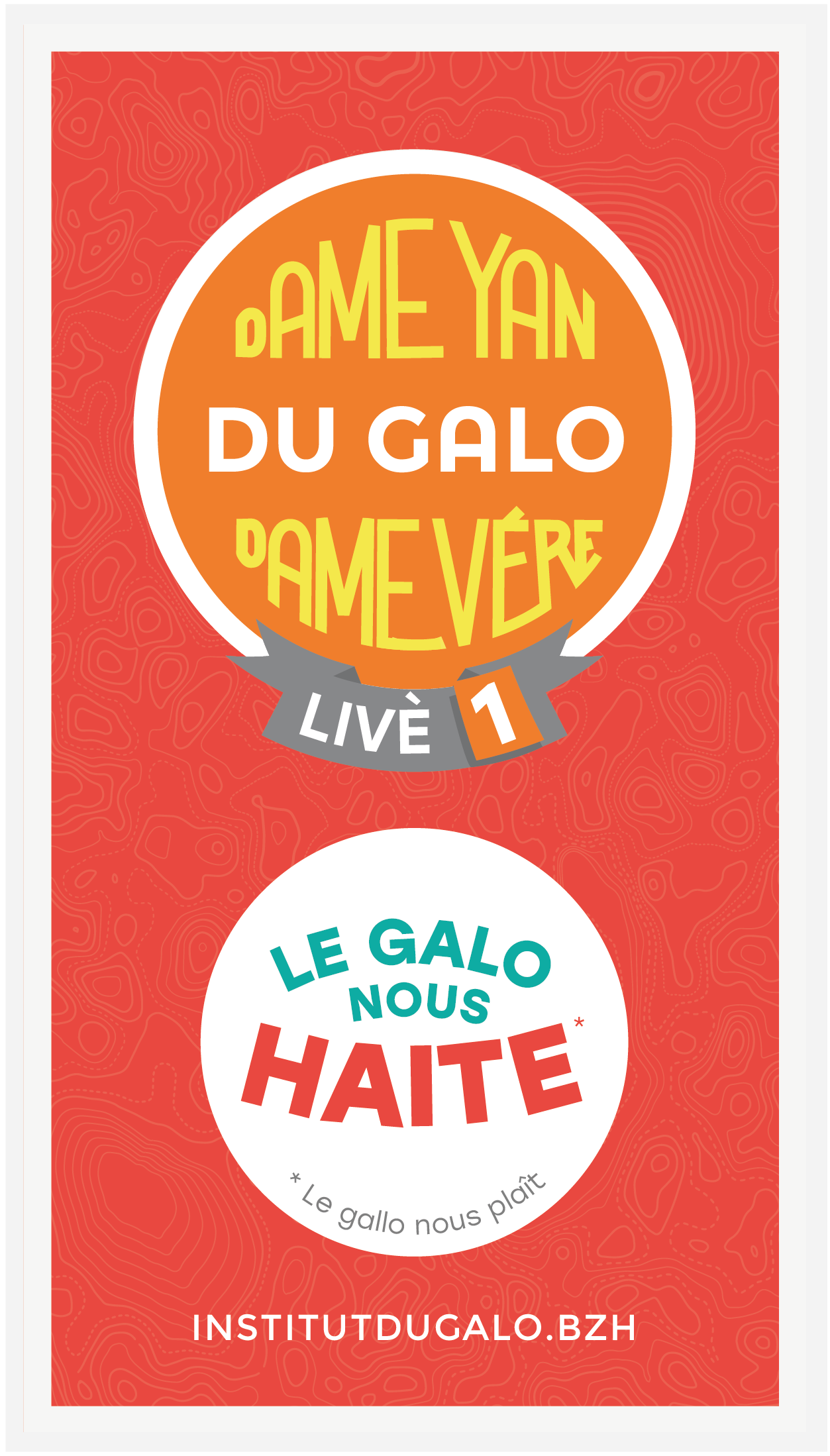
Élément de signalétique de la Charte "du Galo, dame Yan, dame Vére !" pour l'engagement de niveau 1 en faveur de la normalisation de la langue gallèse comme langue d'échange. Ce signe distinctif permet aux signataires de montrer l'utilisation du gallo dans le quotidien professionnel.

#### Communes de plus de 40 000 habitants
- Saint-Brieuc[2] (Côtes-d'Armor)

#### Communes de plus de 15 000 habitants
- Fougères[3] (Ille-et-Vilaine)
- Lamballe (Côtes-d'Armor)[source secondaire souhaitée] - niveau 2
- Vitré[4] (Ille-et-Vilaine)

#### Communes de plus de 5 000 habitants
- Bain-de-Bretagne (Ille-et-Vilaine)[source secondaire souhaitée]
- Liffré (Ille-et-Vilaine)[5]
- Montauban-de-Bretagne[6] (Ille-et-Vilaine)
- Montfort-sur-Meu  (Ille-et-Vilaine)
- Orgères[7] (Ille-et-Vilaine)
- Plédran (Côtes-d'Armor)
- Redon[8] (Ille-et-Vilaine)

##### Communes de plus de 1 000 habitants
- Argentré-du-Plessis (Ille-et-Vilaine)[source secondaire souhaitée]
- Bazouges-la-Pérouse[9] (Ille-et-Vilaine) - niveau 2
- Beaucé[10] (Ille-et-Vilaine)
- Bréhand (Côtes-d'Armor)
- La Bouëxière (Ille-et-Vilaine)[source secondaire souhaitée]
- Caulnes[11] (Côtes-d'Armor)
- Chavagne (Ille-et-Vilaine)[source secondaire souhaitée]
- Coëtmieux (Côtes-d'Armor)[source secondaire souhaitée]
- Ercé-près-Liffré (Ille-et-Vilaine)
- Gosné[12] (Ille-et-Vilaine)
- Hillion (Côtes-d'Armor)
- Iffendic[13] (Ille-et-Vilaine)
- Landéhen (Côtes-d'Armor)
- Maxent[14] (Ille-et-Vilaine)
- Montgermont[15] (Ille-et-Vilaine)
- Monterfil (Ille-et-Vilaine)[source secondaire souhaitée]
- Peillac[16] (Morbihan)
- Plaine-Haute[17] (Côtes-d'Armor)
- Plédéliac (Côtes-d'Armor)
- Plémet-Les Moulins (Côtes-d'Armor)
- Plœuc-L'Hermitage (Côtes-d'Armor)
- Saint-Aubin-du-Cormier (Ille-et-Vilaine) - niveau 2
- Saint-Senoux[18] (Ille-et-Vilaine)
- Sérent (Morbihan)
- Treffendel (Ille-et-Vilaine)
- Trémorel[19] (Côtes-d'Armor) - niveau 2

#### Communes de moins de 1 000 habitants
- Broualan[20] (Ille-et-Vilaine)
- Concoret[21] (Morbihan)
- Gomené (Côtes-d'Armor)
- La Bouillie[22] (Côtes-d'Armor)
- Langouët (Ille-et-Vilaine)[source secondaire souhaitée] - niveau 2
- Lanrigan (Ille-et-Vilaine)[source secondaire souhaitée]  - niveau 2
- Laurenan[23] (Côtes-d'Armor)
- Parcé[24] (Ille-et-Vilaine)
- Plorec-sur-Arguenon[25] (Côtes d'Armor)
- La Prénessaye[22] (Côtes-d'Armor)
- Saint-Malon-sur-Mel[26] (Ille-et-Vilaine)

### Associations et entreprises signataires
Pour connaître les associations et entreprises signataires de la Charte "du Galo, dame Yan, dame Vére !", il est possible de les retrouver sur la carte mise à jour par l'Institut de la langue gallèse.